# Bengt Sjöholm
Bengt Sjöholm, född 4 oktober 1953, är en före detta fotbollsspelare och svensk mästare i Halmstads BK och även före detta ordförande i samma klubb.
1979 vann Sjöholm Allsvenskan med Halmstads BK. Mellan 2001 och 2006 var Sjöholm ordförande i klubben, då han ersattes av Arne Ekstrand.
Sjöholm har även varit VD på ett flertal svenska bolag, bland andra Tylö AB, där han var VD mellan 2004 och 2009.. Under 90-talet var Sjöholm verksam som VD inom ett dotterbolag till Getinge AB.